# 中華民國駐甘比亞大使列表
本列表为中華民國驻冈比亚历任大使名录。現已斷交。

## 中華民國驻冈比亚共和国大使（1969年－1974年）
1968年，冈比亚共和国同中华民国建交。1969年11月5日，中华民国设置驻冈比亚大使馆。1974年12月28日，双方断交。同年12月30日，中华民国驻冈比亚大使馆关闭。
| 姓名   | 到任   | 離任   | 外交衔级 | 外交职务     | 備註 | 備註 |
| ------ | ------ | ------ | -------- | ------------ | ---- | ---- |
| 芮正皋 | 1969年 | 1972年 | 大使     | 特命全权大使 |      |      |
| 舒梅生 | 1972年 | 1974年 | 大使     | 特命全权大使 |      |      |

## 中華民國驻冈比亚共和国大使（1995年－2013年）
1995年7月13日，冈比亚共和国发生军事政变后，同中华民国复交。同年7月21日，中华民国驻冈比亚大使馆复馆。2013年11月15日，冈比亚共和国宣布中止同中华民国的外交关系。
| 姓名   | 到任          | 離任           | 外交衔级 | 外交职务     | 備註 | 備註 |
| ------ | ------------- | -------------- | -------- | ------------ | ---- | ---- |
| 李宗儒 | 1995年8月21日 | 1997年4月28日  | 大使     | 特命全权大使 |      |      |
| 李辰雄 | 1997年4月28日 | 2001年9月3日   | 大使     | 特命全权大使 |      |      |
| 林俊義 | 2001年8月2日  | 2004年11月11日 | 大使     | 特命全权大使 |      |      |
| 張北齊 | 2005年1月11日 | 2008年5月1日   | 大使     | 特命全权大使 |      |      |
| 石瑞琦 | 2008年5月15日 | 2011年11月26日 | 大使     | 特命全权大使 |      |      |
| 陈士良 | 2011年12月8日 | 2013年11月15日 | 大使     | 特命全权大使 |      |      |